# Pla 9 des de l'espai
Pla 9 des de l'espai (títol original en anglès Plan 9 from Outer Space) és una pel·lícula estatunidenca en blanc i negre de ciència-ficció dirigida per Ed Wood l'any 1959.
És considerada una de les pitjors pel·lícules de la història del cinema.

## Argument

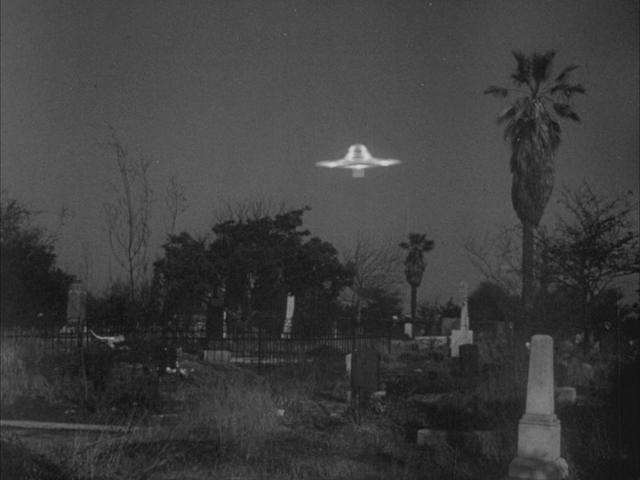
Plat volador sobre el cementiri.

A San Fernando (Califòrnia), dos enterramorts estan cobrint la tomba d'una dona morta, la jove muller d'un home vell (Béla Lugosi). De cop i volta senten un soroll estrany i decideixen marxar del cementiri. Mentre es giren per marxar, el cadàver ressuscitat de la dona (Vampira) els ataca i mata. Mentrestant, en el cel proper, el pilot de línia aèria Jeff Trent i el seu copilot Danny es troben un plat volador.
Absort pel dolor a causa de la mort de la seva muller, l'home vell surt de casa seva i es posa enmig del camí d'un automòbil, que l'atropella. Al seu funeral, dues ploraneres descobreixen els cossos dels enterramorts. L'Inspector Daniel Clay (Tor Johnson), juntament amb uns quants policies, arriben al cementiri per investigar. Mentre busca la tomba, Clay troba la zombi, que ara està acompanyada pel cadàver de l'home vell. L'Inspector és atacat i mort pels zombis.
Trent està observant el cementiri amb la seva muller, Paula, i li explica que ha trobat un plat volador, afirmant que ha jurat a l'exèrcit mantenir en secret el que veiés. Sospita que qualsevol cosa que estigui passant al cementiri té relació amb l'OVNI que ha vist. De cop i volta, un vent molt potent fa caure tothom i una nau espacial aterra a prop.
En les setmanes següents, els titulars de diari informen d'altres albiraments de plats voladors. Els militars, sota el comandament del Coronel Thomas Edwards, Cap d'Operacions de Plats, finalment ataquen les naus espacials alienígenes, que fugen de la Terra. Edwards revela que el govern ha estat cobrint les visites de plats voladors a la Terra, i es pregunta si les visites d'alienígenes estan connectades a altres desastres terrestres.
Els alienígenes retornen a la Base Espacial 7 per a la regeneració. El seu comandant, Eros, informa el Dirigent que ha intentat, en va, contactar amb els governs de la Terra, i li diu que per forçar la gent de la Terra a admetre l'existència de la seva gent, està implementant el Pla 9, que implica fer ressuscitar gent que ha mort recentment estimulant les seves glàndules pituïtària i pineal. Les tres naus alienígenes retornen a la Terra.

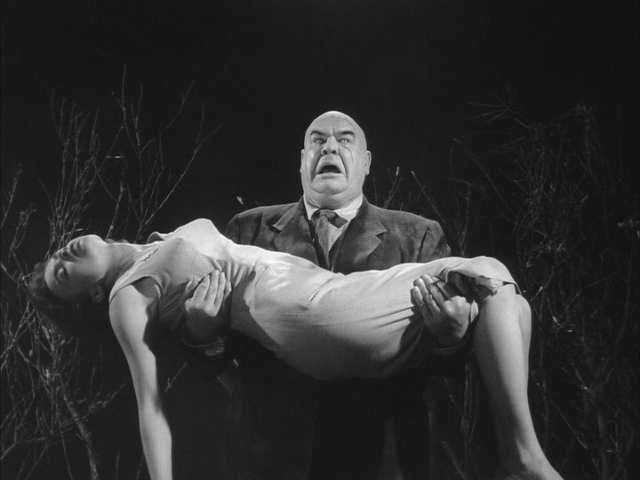
El ressuscitat inspector Clay (Tor Johnson) duu el cadàver de Paula.

Trent està a punt de marxar de casa una altra vegada per a un altre vol. Preocupat per la seguretat de Paula, l'insta a quedar-se amb la seva mare mentre ell és fora, però ella insisteix a quedar-se a casa. Aquella nit, el cadàver de l'home vell surt de la seva cripta i s'esmuny a casa de Paula. Acompanyat pel cadàver de la seva muller i pel recentment ressuscitat Daniel Clay, persegueix Paula a través del cementiri. Aquesta es col·lapsa i és trobada per un automobilista que passa per allà, que marxa amb el seu cos flàccid. Els tres zombis retornen a la nau d'Eros, que s'enlaira.
En el Pentàgon, el General Roberts informa Edwards que el govern ha estat rebent missatges dels aliens. Roberts interpreta l'últim missatge, que s'ha traduït a anglès per un "ordinador d'idiomes" recentment inventat. El general envia Edwards a San Fernando, on han ocorregut la majoria de les activitats dels alienígenes.
A Califòrnia, la policia entrevista els Trent sobre les seves experiències amb els aliens. Desconegut per a ells (sense que ho sàpiguen, sense tenir-ne coneixement), el plat volador ha retornat al cementiri. Mentre espera al cotxe de policia, l'oficial Kelton es troba l'home vell, qui el persegueix fins a la casa dels Trent; allà intenten disparar-lo, però sense efecte. Els aliens que hi ha a prop disparen l'home vell amb un "raig descomponedor", fent que el seu cos es descompongui, i deixant només el seu esquelet. No sabent què fer-ne, els Trent i el policia decideixen conduir fins al cementiri.
Eros i Tanna, a bord de la nau, envien Clay a la Terra a segrestar Paula per tal d'atraure els altres tres a la seva nau espacial. Clay ho aconsegueix: veient un fulgor en la distància, els tres es dirigeixen a la nau. Kelton es queda amb Paula, però Clay l'incapacita. Al despertar, crida demanant ajuda, i envien l'oficial Larry per ajudar-lo.
Eros els permet entrar, i embarquen amb les pistoles desenfundades. Una vegada dins, Eros diu als humans que originalment la seva gent va venir a la Terra per parlar i demanar el seu ajut, però que els humans no van escoltar els seus missatges. Segons Eros, els humans descobriran finalment el solarbonita, una bomba que té l'efecte de fer explotar "molècules de llum solar". Eros explica que una explosió de solarbonita destruiria tot allò que toqués la llum solar, provocant una reacció en cadena que arruïnaria finalment l'univers sencer.
A l'exterior de la nau, Clay arriba amb Paula. Eros amenaça de fer-la matar si intenten forçar-lo a anar amb ells. Els oficials Kelton i Larry arriben i troben Clay i Paula. S'adonen que les seves pistoles són inútils, i decideixen acostar-se a Clay des de darrere amb un pal. Eros ho veu, i apaga el raig que controla Clay, alliberant Paula. A continuació, s'inicia una baralla a l'interior entre Eros i Jeff, durant la qual inexplicablement comença un foc. Els humans abandonen la nau, i aquesta s'enlaira envoltada en flames. Eros i Tanna hi queden atrapats, i la nau explota a l'espai. Com a conseqüència de l'explosió, Clay i la zombi són traumàticament esqueletitzats.

## Repartiment
- Béla Lugosi: Home macabre
- John Breckinridge: Dirigent
- Lyle Talbot: General Roberts

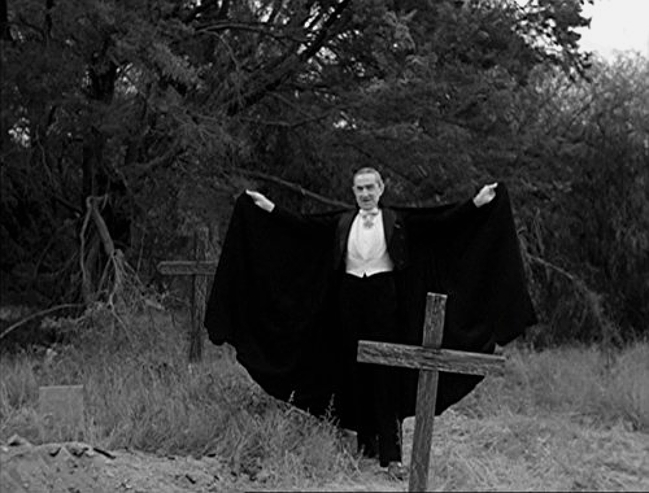
Béla Lugosi en una escena de la pel·lícula.

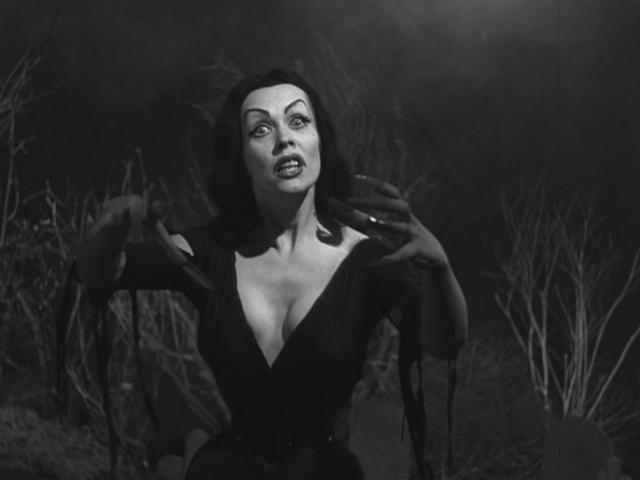
Vampira en una escena de la pel·lícula.

- Tor Johnson: Inspector Daniel Clay
- Vampira: Noia vampira
- Tom Keene: Coronel Tom Edwards
- Gregory Walcott: Jeff Trent
- Dudley Manlove: Eros
- Mona McKinnon: Paula Trent
- Duke Moore: Tinent Johnny Harper
- Joanna Lee: Tanna
- Norma McCarty: Edith
- David De Mering: Danny
- Bill Ash: Capità
- Gloria Dea: Noia al funeral
- Ben Frommer: Home al funeral
- Carl Anthony: Oficial Larry
- Conrad Brooks: Oficial Jamie
- Paul Marco: Oficial Kelton
- Lynn Lemon: Reverend
- Criswell: Narrador / Criswell
- Ed Wood: Home amb un diari (no surt als crèdits)

## Al voltant de la pel·lícula
Ed Wood va utilitzar imatges gravades de Béla Lugosi per la pel·lícula Tomb of the Vampire uns mesos abans. Aquest, gran amic seu, havia mort durant el rodatge el 1956, i el director va voler retre-li un homenatge pòstum incorporant-lo al repartiment de Plan 9. Com no hi havia prou imatges per al personatge, Wood va haver d'utilitzar un altre actor pel seu paper, Tom Mason, qui apareix en escena tapant-se la cara amb una capa. Malgrat tot, les diferències d'aspecte físic entre Mason i Lugosi resulten indissimulables: el cabell (el primer era gairebé calb), l'alçada i el pes.
La pel·lícula va ser rodada el 1956 però, per problemes de manca de distribuïdor, no va ser estrenada fins al 1959.
Va competir al New Orleans Worst Film Festival i va ser inclosa en el DVD documental del 2004 The 50 Worst Movies Ever Made.
El 1994 Tim Burton va dirigir la pel·lícula Ed Wood, on es tracta dels judicis i problemes que va comportar la realització de Plan 9.